# Alexei Venediktov
Alexei Alexeyevich Venediktov (en ruso: Алексе́й Алексе́евич Венеди́ктов; nacido el 18 de diciembre de 1955) es un periodista ruso, ex editor en jefe, presentador y copropietario de la estación de radio Eco de Moscú, así como editor de la revista de historia Diletant.

## Biografía
Alexei Venediktov nació en Moscú, Unión Soviética, el 18 de diciembre de 1955. Su abuelo paterno, Nikolai Andrianovich Venediktov, sirvió en la NKVD y recibió la Orden de la Estrella Roja por participar en consejos de guerra y crear tropas de barrera durante la Gran Guerra Patriótica. Su padre, Alexei Nikolaevich Venediktov, era un oficial de submarinos de la marina que murió en una tormenta poco antes del nacimiento de Alexei. La madre de Venediktov, Eleonora Abramovna Dykhovichnaya, era médica de origen judío; ella provenía de una generación de ingenieros destacados. En 1983 emigró a los Estados Unidos junto con la hermana de Alexei. Uno de sus primos era el director de cine Ivan Dykhovichny. Un músico popular, Andrey Makarevich, también es pariente lejano de Alexei.
Venediktov se graduó de la división nocturna de la Universidad Pedagógica Estatal de Moscú en 1978. Después de graduarse, trabajó como cartero durante algún tiempo, luego como profesor de historia durante 20 años seguidos, 19 de ellos, en la escuela No.875 de Moscú.
En 1990, comenzó a trabajar para la radio Eco de Moscú. Comenzó como observador y reportero de un periódico y luego dirigió la división de noticias. Fue editor en jefe de Moscú de 1998 a 2022. Durante ese lapso, entrevistó a los presidentes Bill Clinton, Jacques Chirac, Francois Hollande, Kersti Kaljulaid e Ilham Aliyev; la canciller alemana Angela Merkel; las Secretarias de Estado  Hillary Clinton y Condoleezza Rice; el primer ministro armenio Nikol Pashinyan y otros líderes políticos. Desde 2002 hasta 2010, Venediktov también se desempeñó como presidente de Echo TV Rusia.
El 6 de diciembre de 1994, Venediktov viajó a Grozny como corresponsal de Eco de Moscú para cubrir las conversaciones entre Dzhojar Dudáyev y los parlamentarios rusos que acudieron a rescatar a los oficiales rusos capturados durante un fallido asalto con tanques a Grozny. La reunión no sucedió, ya que Dudáyev se fue para reunirse con el general Pável Grachov. Los parlamentarios trataron de persuadir a los oficiales capturados para que se fueran a casa con ellos, pero tenían miedo, probablemente los amenazaron con matarlos si accedían. Venediktov sacó una grabadora y les dijo a los oficiales que dejaran constancia de que no irían a ningún lado, para que sus familias lo supieran. La reunión se detuvo de inmediato, y los guardias de Dudáyev lo escoltaron afuera, lo pusieron de cara a la pared y organizaron un simulacro de ejecución. Finalmente, a la delegación se le permitió llevarse a 7 de los 14 prisioneros de regreso a Moscú.
En 2006, fue coanfitrión de un programa de televisión de corta duración In the Circle of Light con Svetlana Sorokina en el canal de televisión Domashny. Se cerró a las dos semanas, supuestamente por sus duras críticas al Poder Judicial de Rusia, aunque el productor, Alexander Rodnyansky, negó que tuviera algo que ver con la política.
En febrero de 2012, Venediktov renunció a la junta directiva de Eco de Moscú en protesta contra el intento de Gazprom-Media de anunciar un cambio de junta. Más tarde dijo que fue Vladímir Putin quien personalmente lo salvó a él y a su estación del cierre por parte de Mijaíl Lesin. Según Venediktov, esto sucedió al menos dos veces durante la presidencia de Dmitry Medvedev. Venediktov regresó al directorio en 2014, solo para dejarlo nuevamente en junio de 2018. Esta vez se opuso a las dañinas decisiones presupuestarias tomadas por la alta dirección de la emisora.
Hasta 2015, el 33,02% de todas las acciones de Eco de Moscú eran propiedad de la empresa estadounidense EM-Holding, con 1/3 de ellas pertenecientes a Venediktov y Yuri Fedutinov (exdirector ejecutivo de la estación) y otros, al israelí el magnate de los medios Vladimir Gusinsky y sus socios. Pero en 2015, la Duma estatal rusa aprobó una nueva ley que prohibía a los ciudadanos extranjeros poseer más del 20 % de todas las acciones de una empresa nacional de medios. Para evitarlo, se registró una empresa con sede en Rusia llamada Echo of Moscow Holding Company. A partir de 2016, poseía el 13,10% del total de acciones (el 49,5% de ellas pertenecía solo a Venediktov), mientras que la empresa estadounidense controlaba el 19,92% de las acciones.
En 2012, Venediktov fundó la primera revista popular de historia en Rusia, Diletant. En 2014, se convirtió en el único editor de la revista, y en 2018 Diletant alcanzó el punto de equilibrio, con una circulación que alcanzó los 60 000 ejemplares. 
Venediktov describió sus puntos de vista políticos como conservadores y a sí mismo como reaccionario, con Ronald Reagan y Margaret Thatcher representando sus ideales en la política.
Es miembro de la Junta Pública del Ministerio de Defensa de Rusia y de la Cámara Cívica de Moscú desde 2016.
Debido a su cubrimiento crítico de la guerra de Rusia en Ucrania, el 24 de marzo de 2022 un juez ordenó el cierre de Eco de Moscú. Poco después Venediktov encontró en la puerta de su casa una cabeza de cerdo afuera junto con un grafiti antisemita.

## Honores
- Medalla de clase II de la Orden "Al Mérito de la Patria" (1999)[17]
- Legión de Honor (Francia, 2006)[18]
- Cruz de Oro al Mérito (Polonia, 2014)[19]
- Premio «Pluma de Oro de Rusia» (1996)
- Premio de Artyom Borovik (Nueva York, 2008)[20]
- Medalla del Consejo de Seguridad de Rusia (1998)